# スヴェン・ネイス
スヴェン・ネイス（Sven Nys、1976年6月17日 - ）は、ベルギー、ボンヘイデン出身の自転車競技（シクロクロス）選手。スヴェン・ナイスとも言う。
日本流にいえば、『ミスター・シクロクロス』と形容される選手であり、2004年～2005年シーズンに、世界選手権、UCIシクロクロスワールドカップ、スーパープレスティージュ、GvAトロフェーで第1位に輝き、シクロクロス界では史上初のグランドスラムを達成した。
また、単発レース（ワンデーレース）における勝利数が200近くに上る（2008年11月29日現在）他、マウンテンバイク（クロスカントリー）のベルギー選手権でも2回の優勝経験がある。
さらに、現役選手でありながら、自身の名が入ったレース（グランプリ・スヴェン・ネイス。2007年より現行名）が開催されており、2008年現在、同レースでは9開催中、7回勝利している。

## 主な記録

### 世界選手権
- 2000年 3位
- 2002年 3位
- 2005年 優勝
- 2008年 3位
- 2009年 3位
- 2010年 3位
- 2011年 2位
- 2013年 優勝

### ベルギー選手権
（優勝記録のみ）
- 2000年
- 2003年
- 2005年
- 2006年
- 2008年
- 2009年
- 2010年
- 2012年

### UCIシクロクロスワールドカップ
- 1998-1999 3位(1勝)
- 1999-2000 優勝(2勝)
- 2000-2001 6位(2勝)
- 2001-2002 優勝(3勝)
- 2002-2003 2位(3勝)
- 2003-2004 2位(3勝)
- (2004-2005)(7勝)
- (2005-2006)(8勝)
- (2006-2007)(7勝)
- (2007-2008)(3勝)
- 2008-2009 優勝(3勝)
- 2009-2010 3位(1勝)
- 2010-2011 3位
- 2011-2012 2位(3勝)
- 2012-2013 3位(3勝)

※ ( )の年度は、国際自転車競技連合(UCI)総合成績未公認記録。

### スーパープレスティージュ
- 1997-1998 5位
- 1998-1999 優勝(6勝)
- 1999-2000 優勝(4勝)
- 2000-2001 6位(1勝)
- 2001-2002 優勝(2勝)
- 2002-2003 優勝(4勝)
- 2003-2004 2位(2勝)
- 2004-2005 優勝(4勝)
- 2005-2006 優勝(3勝)
- 2006-2007 優勝(8勝)
- 2007-2008 優勝(5勝)
- 2008-2009 優勝(5勝)
- 2009-2010 3位(3勝)
- 2010-2011 優勝(3勝)
- 2011-2012 優勝(1勝)

### Bポストバンク・トロフェー
- 1998-1999(2勝)
- 1999-2000(4勝)
- 2000-2001(2勝)
- 2001-2002(1勝)
- 2002-2003 優勝(3勝)
- 2003-2004 3位(1勝)
- 2004-2005 優勝(5勝)
- 2005-2006 優勝(6勝)
- 2006-2007 優勝(4勝)
- 2007-2008 優勝(4勝)
- 2008-2009 優勝(4勝)
- 2009-2010 優勝(4勝)
- 2010-2011 優勝(3勝)
- 2011-2012 3位(1勝)